# Стефані Лондон
Стефані Лондон (англ. Stephanie London; нар. 18 серпня 1969) — колишня американська тенісистка.
Найвищу одиночну позицію світового рейтингу — 239 місце досягла 30 березня, 1987, парну — 253 місце — 30 березня, 1987 року.

## Фінали ITF
| Легенда         |
| --------------- |
| Турніри $25,000 |
| Турніри $10,000 |

### Одиночний розряд: 1 (1–0)
| Результат | Дата            | Турнір               | Покриття | Суперниця        | Рахунок  |
| --------- | --------------- | -------------------- | -------- | ---------------- | -------- |
| Перемога  | 22 березня 1987 | Тусон (Аризона), США | Тверде   | Синтія Макгрегор | 6–2, 6–3 |

### Парний розряд: 1 (0–1)
| Результат | Дата          | Турнір         | Покриття | Партнерка  | Суперниці                | Рахунок  |
| --------- | ------------- | -------------- | -------- | ---------- | ------------------------ | -------- |
| Поразка   | 27 липня 1986 | Піттсбург, США | Тверде   | Ронні Рейс | Діенн Генсел Гретхен Раш | 1–6, 0–6 |